# Elektronische Gesundheitskarte

Muster einer Elektronischen Gesundheitskarte (Generation G1) der Gematik

Die elektronische Gesundheitskarte (eGK) ist eine erweiterbare Versichertenkarte für gesetzlich Krankenversicherte. Sie ist ausgeführt als Chipkarte im Scheckkartenformat mit Lichtbild und ersetzte die am 1. Januar 1995 in Deutschland eingeführte Krankenversichertenkarte. In besonderen Fällen wird die elektronische Gesundheitskarte ohne Lichtbild ausgestellt.
Alle bisherigen Krankenversicherungskarten blieben bis zum aufgedruckten Gültigkeitsdatum gemäß Bundesmantelvertrag vom 1. Oktober 2013 (§ 19) beziehungsweise bis 1. Oktober 2014 gültig. Seit dem 1. Januar 2015 wird bei nicht vorliegender elektronischer Gesundheitskarte ein schriftlicher Nachweis über den Leistungsanspruch von der Krankenkasse verlangt; als solcher Nachweis gilt jedoch nicht mehr z. B. die Vorlage einer laut aufgedrucktem Datum gültigen Krankenversichertenkarte. Es ist dabei nicht erforderlich, dass auf der elektronischen Gesundheitskarte tatsächlich ein Lichtbild aufgebracht ist. Bei Fehlen eines Lichtbilds sind die Leistungserbringer lediglich dazu aufgefordert, die Identität des Patienten durch die Angaben auf der Karte (Geburtsdatum, Name) zu verifizieren.

## Ziele
Ziele der Einführung sind:
- Die Patientenrechte zu stärken, indem in zukünftigen Ausbaustufen wichtige Dokumente wie Arztbriefe, Befunde in einer individuellen, verschlüsselten Form abgelegt werden können.[8]
- Eine bessere administrative Kommunikation, beispielsweise indem bisher die nur für eigene Nutzung vorgesehenen Untersuchungs- und Laborergebnisse von Haus- und Fachärzten auch anderen Leistungserbringern zur Verfügung gestellt werden können. Der bessere Informationsaustausch führt dazu, unerwünschte Wechselwirkungen zwischen Medikamenten zu vermeiden.[8]
- Eine höhere Effizienz und damit verbundene Kostenersparnis, beispielsweise indem Doppeluntersuchungen vermieden werden und indem Behandlungsdaten im Notfall schneller verfügbar sind.[8]

Wie schon Bundeskanzler Gerhard Schröder (SPD) bezeichnete Bundeskanzlerin Angela Merkel 2018 die Gesundheitskarte als „Leuchtturmprojekt“, um der Welt zu beweisen, „auf welchen Gebieten wir vorn sind“.

## Geschichte
Die ursprünglich zum 1. Januar 2006 vorgesehene Einführung verzögerte sich und die Testphase wurde mehrfach verlängert.

### Anfang
Die Untersuchung der schädlichen Nebenwirkungen im Lipobay-Skandal 2001 war schwierig, da es zur Ermittlung von Wechselwirkungen kaum Aufzeichnungen gab, welche anderen Medikamente die betroffenen Patienten einnahmen. Ein Gutachten der Unternehmensberatung Roland Berger schlug eine Chipkarte vor, auf der alle verschriebenen Medikamente gespeichert werden sollten, dazu ein Computersystem, das die Medikationen analysiert und warnt. Ihrem Vorschlag fügten sie nach Anhörung von Ärzten, Krankenkassen, Datenschützern und anderen Beteiligten weitere Ideen hinzu.
Im Jahr 2003 erstellte das damalige Bundesministerium für Gesundheit und Soziale Sicherung eine europaweite Ausschreibung, um herstellerneutral die optimalen Rahmenbedingungen und Voraussetzungen für die bundesweite Einführung der elektronischen Gesundheitskarte vorzubereiten. Beauftragt wurde das Projektkonsortium „bIT4health“ (=better IT for better health), bestehend aus den Unternehmen IBM Deutschland, dem Fraunhofer-Institut für Arbeitswirtschaft und Organisation (IAO), der SAP Deutschland, der Intercomponentware und der ORGA Kartensysteme (jetzt: Sagem Orga). Im Mittelpunkt stand dabei, die Telematik-Rahmenarchitektur und Sicherheitsinfrastruktur zu definieren. Das Projektkonsortium begleitet die Einführung der elektronischen Gesundheitskarte über die Definitionsphase der Rahmenarchitektur hinaus, während der Testphase bis hin zur Einführung und dem ersten Betriebsjahr.

### Anfängliche Schwierigkeiten
Das Gesetz zur Modernisierung der gesetzlichen Krankenversicherung vom 14. November 2003 schrieb die Einführung der eGK zum 1. Januar 2006 in § 291a SGB V gesetzlich fest. Für die Einführung und künftige Weiterentwicklung der eGK haben die Spitzenverbände der Selbstverwaltung im Januar 2005 die Betriebsorganisation gematik (Gesellschaft für Telematikanwendungen der Gesundheitskarte mbH) gegründet.
Die Umsetzung zum 1. Januar 2006 scheiterte. Am 27. September 2005 – einige Tage nach der Bundestagswahl 2005, die zu einer großen Koalition führte – hat das Bundesministerium für Gesundheit (BMG) eine Ersatzvornahme angekündigt. Danach werden die Rahmenbedingungen zur Umsetzung des Projektes vom BMG neu geordnet und unter seiner Leitung die weiteren Arbeiten gesteuert. Zuvor waren mehrfach Abstimmungen unter den Gesellschaftern der gematik gescheitert und die Zeitpläne von BMG und gematik schienen nicht vereinbar.
Im Zuge dieser Neuordnung erließ man am 5. Oktober 2006 mit Wirkung zum 12. Oktober 2006 eine Neufassung der Verordnung über Testmaßnahmen für die Einführung der elektronischen Gesundheitskarte. Die Verordnung sieht ein vierstufiges Testverfahren vor, nach dem von Tests unter Laborbedingungen mit Testdaten über den Test durch Zugriffsberechtigte mit Testdaten und Echtdaten zum Test in Testregionen übergegangen werden sollte.

### Ablehnung durch den Deutschen Ärztetag 2007–2013
Der 110. Deutsche Ärztetag im Mai 2007 in Münster beschloss mit einer Mehrheit von 111 zu 94 Stimmen, die eGK in der heute vorliegenden Form abzulehnen und neue Wege zu gehen, die eine größere Datensicherheit und eindeutige Aussagen über die Finanzierbarkeit aufweisen. Der 111. Ärztetag, der im Mai 2008 in Ulm stattfand, erneuerte seine Kritik in der jetzigen Form. Der 111. Ärztetag verlangte einen Stopp der Tests. Bei der Mehrheit der Delegierten überwogen die datenschutzrechtlichen Bedenken gegen die zentrale Speicherung der Patienteninformationen. Die eGK sollte nach damaliger Planung lediglich ein Schlüssel zu diesem Datenreservoir sein. Im Oktober 2008 beschloss die eGK-Gesellschaft gematik auf Betreiben der Bundesärztekammer (BÄK) den Test eines alternativen Konzepts, bei dem die Daten in der Hand des Patienten verbleiben sollen – etwa auf einem USB-Stick. Das Fraunhofer-Institut für Offene Kommunikationssysteme (FOKUS) führte eine Untersuchung zur Eignung dezentraler Speicherung durch. Diese kommt zu dem Ergebnis, dass ein USB-Stick als dezentraler Speicher nicht geeignet ist. Als optionale Ergänzung zur EGK wird eine EGK-Version (EGK-M, EGK-M+) vorgeschlagen, die über einen größeren Speicher verfügt und laut FOKUS für die absehbaren Anwendungen ausreichend sein soll. Der 113. Deutsche Ärztetag beschloss am 14. Mai 2010 mit 105 zu 86 Stimmen, das Projekt Gesundheitskarte „in der weiterverfolgten Zielsetzung endgültig aufzugeben“. Als Begründung nannte er vor allem die befürchtete zentrale Datenspeicherung, die Möglichkeit eines unbefugten Zugriffs auf sensible Patientendaten und die hohen Kosten des Projekts. Trotz der „sachlichen Argumentation [und des Appells des Telematikbeauftragten der Bundesärztekammer, Franz-Joseph Bartmann,] aktiv und konstruktiv an der Entwicklung der Telematik und Telemedizin mitzuarbeiten“, kündigte beispielsweise der Vertreter Niedersachsens, Axel Brunngraber, weitere aus der fortgesetzten Beschlusslage der Ärztetage resultierende Blockaden an: „Wir haben in den vergangenen Jahren wichtige Bollwerke geschaffen und das Projekt auf Jahre hin gestoppt, und das werden wir auch weiter durchhalten“. Die Teilnehmer betonten jedoch mehrheitlich, dass der elektronische Heilberufeausweis und die Telemedizin im Allgemeinen nützlich für die Patientenversorgung sein können.
Auch der 116. Deutsche Ärztetag im Mai 2013 in Hannover bekräftigte die in seinen Beschlüssen der letzten Jahre formulierte Ablehnung des Großprojektes „Elektronische Gesundheitskarte“. „In den vergangenen 7 Jahren hat sich herausgestellt, dass das eGK-Projekt nicht geeignet ist, eine moderne, sichere, patienten- und arztdienliche elektronische Kommunikation im Gesundheitswesen zu befördern. Die bisher investierten Gelder sind der medizinischen Versorgung verloren gegangen.“

### Regional eingeschränkter Basis-Rollout in der Region Nordrhein am 1. Oktober 2009
Die Einführung der eGK startete am 1. Oktober 2009, vorerst nur im KV-Bezirk Nordrhein in Nordrhein-Westfalen. Mit der Zeit folgen weitere Regionen („Rollout“), beginnend mit angrenzenden. Zuletzt soll die eGK bundesweit eingesetzt werden.
Der PKV-Verband pausierte für die privaten Krankenversicherungen am 1. Juli 2009 seine Teilnahme am Basis-Rollout der eGK. Er begründete dies mit der fehlenden
Investitionssicherheit.

### Nach der Bundestagswahl 2009 und Koalitionsvertrag vom 24. Oktober 2009
Im Koalitionsvertrag (Bund) vereinbaren Union und FDP (24. Oktober 2009), dass „Datensicherheit und informationelle Selbstbestimmung der Patienten“ bei der Einführung „höchste Priorität“ haben. Nach dem folgenden Spitzentreffen infolge dieses Koalitionsvertrages planen das Bundesministerium für Gesundheit, der GKV-Spitzenverband und die Kassenärztliche Bundesvereinigung „die Infrastruktur konsequent darauf auszurichten, dass die Praxistauglichkeit für die behandelnden Ärztinnen und Ärzte, die Verbesserung der Qualität der Behandlung für die Patientinnen und Patienten sowie die Sicherheit im Vordergrund stehen.“
Anfang 2010 berieten die beteiligten Gesellschafter der gematik (GKV-Spitzenverband, Bundesärztekammer) in Abstimmung mit dem Bundesamt für Sicherheit in der Informationstechnik und dem Bundesministerium für Gesundheit über das weitere Vorgehen im Hinblick auf die Zusammensetzung und Aufgaben der gematik, die weiteren Funktionen der Gesundheitskarte und insbesondere, ob die Ärzte verpflichtet werden sollten, „online“ zu gehen.
Der Gesundheitsminister Rösler sah den Schwerpunkt in „modernem Versichertenstammdatenmanagement und [den] Notfalldaten“.
Der Bundesverband der Verbraucherzentralen forderte, Ärzte, Apotheker und Krankenhäuser müssten sich auf die Nutzung der elektronischen Gesundheitskarte einstellen.
Am 19. April 2010 hat die Gesellschafterversammlung der gematik die genannten, im Koalitionsvertrag festgelegten Festlegungen für das weitere Vorgehen der nächsten Jahre getroffen.
In Absprache mit der Projektgesellschaft Gematik sollten die Karten erst ausgegeben werden, wenn alle Ärzte die Lesegeräte besitzen. Nach einem Plan des Bundesministeriums für Gesundheit sollten Krankenkassen verpflichtet werden, bis Ende 2011 mindestens 10 Prozent der Mitglieder mit einer eGK auszustatten. Bei Unterschreiten drohte eine Vertragsstrafe.

### Ausgabe der elektronischen Gesundheitskarte 2011
Die Ausgabe der elektronischen Gesundheitskarte durch die Krankenkassen begann im Oktober 2011.

### Entwicklung seit 2013
Gesetzliche Krankenkassen mussten bis zum 31. Januar 2013 die Einführungsquote dem Bundesversicherungsamt melden. Laut Angaben des Spitzenverbands der Krankenkassen erreichten die Kassen Anfang Januar 2013 „im Durchschnitt“ die geforderte Ausgabequote von 70 Prozent.
Zum 2. Oktober 2013 besaßen laut dem GKV-Spitzenverband 95 Prozent der Versicherten eine eGK.
Seit Januar 2014 wird die traditionelle Krankenversicherungskarte durch die elektronische Gesundheitskarte mit Lichtbild des Versicherten abgelöst. Mehrfach forderten Krankenkassen Versicherten auf, ein Passbild einzureichen. Zumeist erhielten die Kassen dieses Bild auch.
Wie das Landessozialgericht Rheinland-Pfalz im März 2014 entschied, müssen Versicherte die Kosten für die Anfertigung des Passbildes selbst tragen. Krankenkassen seien nicht zur Erstattung verpflichtet (Az.: L 5 KR 32/14 NZB).
Die zuständige Bertelsmann-Tochter arvato Systems hat am 9. Juni 2016 den Verzeichnisdienst für die Kommunikation der Leistungserbringer (KOM-LE) fertiggestellt.
Nach dem E-Health-Gesetz soll die „sichere Kommunikation der Leistungserbringer“ (Ärzte und Krankenhäuser) ab dem 1. Juli 2016 in die erste Erprobung und ab Mitte 2017 in den allgemeinen Wirkbetrieb gehen.
Das „Telematik-Infrastruktur“ genannte System wurde als virtuelles privates Netz (VPN) konzipiert, in dem Patientendaten verschlüsselt auf zentralen Servern einiger Anbieter gespeichert werden. Die eGK dient der Authentifizierung. Um an das Netz angeschlossen zu werden, benötigen Teilnehmer einen VPN-Router, den „Konnektor“, der einen „Sicherheits-Chip“ mit Zertifikatsdaten enthält. Nicht vorgesehen war die Möglichkeit, ohne Konnektor über mobile Geräte auf die Telematik-Infrastruktur zuzugreifen. Patienten sollten Daten über ein „Patientenfach“ nur austauschen können, wenn ein Arzt den Zugang freigab. Seither ist dieses Konzept überholt. Der Konnektor in Arztpraxen entspricht der Technik des Jahres 2005.
Alle seit Dezember 2019 ausgegebenen Gesundheitskarten müssen gemäß § 291 (3) SGB V in der Version 2.1 mit einer NFC-Schnittstelle versehen sein. Nach der Digitalisierung in den Arztpraxen folgte somit ein weiterer Schritt, die digitale Vernetzung von Ärzten, Krankenhäusern und Apotheken im Rahmen einer Telematik-Infrastruktur, die von der Gematik, einer GmbH des Gesundheitsministeriums, betrieben wird.

## Gesetzliche Konzeption

### Gespeicherte Daten
In Deutschland sollten Gesundheitskarten einst die Patientendaten speichern. Später wurde beschlossen, nur die Schlüssel zu den Daten auf der Karte zu speichern. Seit dem Jahre 2019 ist auch dieses Konzept veraltet: Patientendaten werden auf zentralen Servern abgelegt.
Damit nicht Unbefugte – etwa Serverbetreiber – die Daten einsehen oder ändern, werden die Daten verschlüsselt.
Die Gesundheitskarte dient der Authentifizierung. Sie enthält keine Schlüssel, sondern erlaubt nur deren Nutzung. Abgelegt werden Schlüssel – getrennt von Dokumenten – in der Infrastruktur selbst. Die Verschlüsselung betrifft nur Dokumente, etwa Befunde und Diagnosen.
Betreiber können Metadaten zum Finden der Dokumente entschlüsseln, obwohl Metadaten Daten preisgeben können, die Patienten lieber geheim hielten wie Metadaten, die die Existenz von Dokumenten eines Psychotherapeuten verraten.
Pflichtteil
Die eGK ermöglicht den Zugang zu den Daten, die bereits auf der KVK gespeichert waren. Es sind zu speichern:
1. Der Name der ausstellenden Krankenkasse und ein Kennzeichen für die Kassenärztliche Vereinigung, in deren Bezirk der Versicherte seinen Wohnsitz hat,
2. Familienname und Vorname des Versicherten,
3. Geburtsdatum,
4. Geschlecht,
5. Anschrift,
6. Krankenversichertennummer,
7. Versichertenstatus, für Versichertengruppen nach § 267 Abs. 2 Satz 4 in einer verschlüsselten Form,
8. Tag des Beginns des Versicherungsschutzes,
9. bei befristeter Gültigkeit der Karte das Datum des Fristablaufs.

Die Angaben zum Geschlecht und zum Zuzahlungsstatus wurden durch das Gesetz zur Modernisierung der gesetzlichen Krankenversicherung (GMG) vom 14. November 2003 als verpflichtend eingeführt. Die Angaben waren auch in der KVK spätestens zum 1. Januar 2006 aufzunehmen. Die Krankenversicherungskarte sollte schon seit dem 1. Januar 1995, wie heute die eGK, auch ein Lichtbild für über Fünfzehnjährige enthalten.

#### Lichtbild und Identitätsprüfung
Die Vorlage zum Gesundheitsmodernisierungsgesetz von 2003 fordert das Aufbringen eines Lichtbildes, um Missbrauch zu verhindern.
Versicherte bis zur Vollendung des 15. Lebensjahres sowie Versicherte, deren Mitwirkung bei der Erstellung des Lichtbildes nicht möglich ist (z. B. mit Pflegestufe 2 und 3) erhalten eine eGK ohne Lichtbild. Akzeptierte Ausnahmefälle, eine eGK ohne Lichtbild zu erhalten, sind auch Entstellungen oder religiöse Gründe (auf formlosen Antrag).
Gemäß § 291 Abs. 2 SGB V ist eine Krankenversichertenkarte mit geänderten Sicherheitsmerkmalen einzuführen, die zeitgleich gem. § 291a SGB V zur elektronischen Gesundheitskarte (eGK) ausgebaut werden soll. § 291 Abs. 2 SGB V wurde durch das GKV-Modernisierungsgesetz vom 14. November 2003 mit Wirkung zum 1. Januar 2004 dergestalt geändert, dass die Aufbringung eines Lichtbildes und der Unterschrift des Versicherten auf der Krankenversichertenkarte zu erfolgen hat.
Gemäß dem verbindlichen Sicherheitskonzept der gematik sind Krankenkassen als Herausgeber der eGK für die Einhaltung der gesetzlichen Anforderungen und der Spezifikationen der gematik GmbH verantwortlich. Jede Krankenkasse verantwortet selbst die Einhaltung der datenschutzrechtlichen Bestimmungen und berücksichtigt neben dem Sicherheitskonzept der gematik GmbH die Anforderungen des Bundesbeauftragten für den Datenschutz und die Informationsfreiheit (BfDI) und die europäischen Vorgaben.
Der Bundesbeauftragte für den Datenschutz und die Informationsfreiheit Peter Schaar fordert am 3. Juni 2009 in der Tagesschau, dass „die Krankenkassen dafür Sorge tragen müssen, dass die Fotos den Betroffenen zuzuordnen sind“.
Sicherheitskonzept der gematik
Das abgenommene und gültige Sicherheitskonzept der gematik (V2.4.0, S. 145 vom 5. September 2008) schreibt vor: „Allgemein MUSS die Zuordnung der Daten eines Versicherten in der Telematikinfrastruktur zu der Identität des Versicherten sichergestellt werden. [Hierzu ist die] Bestätigung der Identität durch eine vom Benutzer unabhängige Instanz notwendig. [Gleichfalls ist eine] Bestätigung der Adresse durch eine vom Benutzer unabhängige Instanz notwendig“. Die Einhaltung des gematik-Sicherheitskonzepts ist Voraussetzung für die Zulassung einer Krankenkasse als Herausgeber von eGK. Die o. g. „MUSS-Anforderungen“ werden durch Lichtbilder, die mittels Papierverfahren und Internetupload ohne Identitätsprüfung eingesammelt werden, nicht erfüllt. Die gematik GmbH hat jedoch bisher keinerlei Nachweis vorgelegt, dass die geplante Grundlage und die Ausführung gemäß Spezifikation sowie gemäß Abnahme aus dem Jahre 2008 dem neuesten Stand der Technik nach ISO/IEC 15408 aus dem Jahre 2009 genügt.
Anforderungen der EU
Auf EU-Ebene wird von der Artikel-29-Datenschutzgruppe (dem unabhängigen Beratungsgremium der Europäischen Gemeinschaft in Fragen des Datenschutzes) gefordert, dass „Patienten absolut zweifelsfrei identifizierbar sein müssen. Würden aufgrund von Fehlern bei der Patientenidentifikation irrtümlicherweise Daten einer anderen Person verwendet, hätte dies in vielen Fällen fatale Folgen.“. Diese Forderung ist Bestandteil des abgenommenen Sicherheitskonzepts der gematik. Ferner wird gefordert: „Der Zugriff durch Unbefugte muss faktisch unmöglich sein und von vornherein unterbunden werden, wenn das System aus Sicht des Datenschutzes annehmbar sein soll.“ und „Die Datenschutzgruppe weist nachdrücklich darauf hin, dass die Einrichtung (…) in völliger Übereinstimmung mit den Grundsätzen des Datenschutzes, wie sie in der Richtlinie 95/46/EG verankert sind, erfolgen muss.“
Weiterhin setzt die Datenschutzgruppe 29 eine elektronische Gesundheitskarte mit einem amtlichen Ausweisdokument gleich. Es heißt in 00323/07/DEWP 131: „Authentisierung: … dass eine Person den Nachweis erbringt, dass sie tatsächlich die ist, für die sie sich ausgibt. Dies geschieht in der Regel durch Vorlage eines amtlichen Ausweispapiers mit Foto“ und weiter „Eine elektronische Gesundheitskarte in Form einer Chipkarte könnte die elektronische Identifizierung von Patienten und auch ihre Authentisierung (…) erheblich erleichtern“.
Ärzte
Die Anlage 4a des Bundesmantelvertrags setzt die Umsetzung der MUSS-Anforderungen des Sicherheitskonzeptes der gematik voraus. Die Ärzteschaft ist zur Identitätsprüfung verpflichtet, kann diese aber ohne vorherige zweifelsfreie Zuordnung der eGK zur Person durch Bestätigung durch eine vom Benutzer unabhängige Instanz nicht erfüllen.
Der 112. Deutsche Ärztetag vom 19.–22. Mai 2009 fasste deshalb folgende Entschließung: „Die Krankenkassen werden aufgefordert sicherzustellen, dass die Fotos, die die Versichertenkarten schmücken sollen, tatsächlich den Versicherten darstellen.“
Ob die Ärzteschaft rechtlich und gesetzlich gesehen zur Identitätsprüfung lt. BMV-Ä verpflichtet werden kann, muss angesichts des Beschlusses (GSSt. 2/11) des Großen Strafsenats des BGH vom 29. März 2012, wonach Kassenärzte keine Amtsträger oder Bevollmächtigte der Krankenkassen seien, bezweifelt werden.
Versicherte
Die Diskrepanz zwischen den MUSS-Anforderungen des gematik-Sicherheitskonzeptes und der geplanten Umsetzung durch die Krankenkassen hat zu Klagen und Widersprüchen von Versicherten geführt.
Die Artikel–29-Datenschutzgruppe betonte, dass „ein Mangel an geeigneten Authentifizierungsverfahren zur Entstehung von Betrugsmustern führen und das Vertrauen der Nutzer in die elektronische Kommunikation beeinträchtigen könnte“.
Krankenkassen
Für die eGK-Ausgabe verantwortliche Krankenkassen haben entgegen dem Sicherheitskonzept der gematik, den Forderungen der Datenschutzgruppe der EU, den Anforderungen des Bundesdatenschützers und damit auch entgegen den relevanten Gesetzen keine Bestätigung der Identität durch eine vom Benutzer unabhängige Instanz etabliert und für die Lichtbilder keine Identitätsprüfung vorgesehen. Sie verlassen sich allein auf ungeprüfte Selbstangaben der Versicherten. Die im gematik-Sicherheitskonzept geforderte Adressprüfung durch eine vom Benutzer unabhängige Instanz ist nicht vorgesehen. Gemäß dem verbindlichen Sicherheitskonzept der gematik sind Krankenkassen als Herausgeber der eGK für die Einhaltung der Anforderungen verantwortlich. „Die Erreichung der Schutzziele und die Wirksamkeit und Konsistenz der gewählten Prozesse sowie der einzelnen Prozessschritte ist vom Kartenherausgeber zu gewährleisten.“
eHealth-BCS-Terminals
Die Ablösung der Krankenversichertenkarte (KVK) durch die elektronischen Gesundheitskarte (eGK) erfordert die flächendeckende Einführung von Kartenlesegeräten, eHealth-BCS-Terminals genannt. Ärzte und Psychotherapeuten erhalten über die Kassenärztlichen Vereinigungen (KVn), Zahnärzte über die Kassenzahnärztlichen Vereinigungen (KZVn) eine Erstattungspauschale für Kartenleser, die u. a. Zertifizierungen durch die gematik, das Bundesamt für Sicherheit in der Informationstechnik (BSI) und den TÜVIT erhielten. Ob die Geräte mit der Praxissoftware funktionieren, muss beim Hersteller der Praxissoftware abgeklärt werden. Dessen Software muss auf die Kartenlesegeräte abgestimmt sein.

Kartenlesegeräte
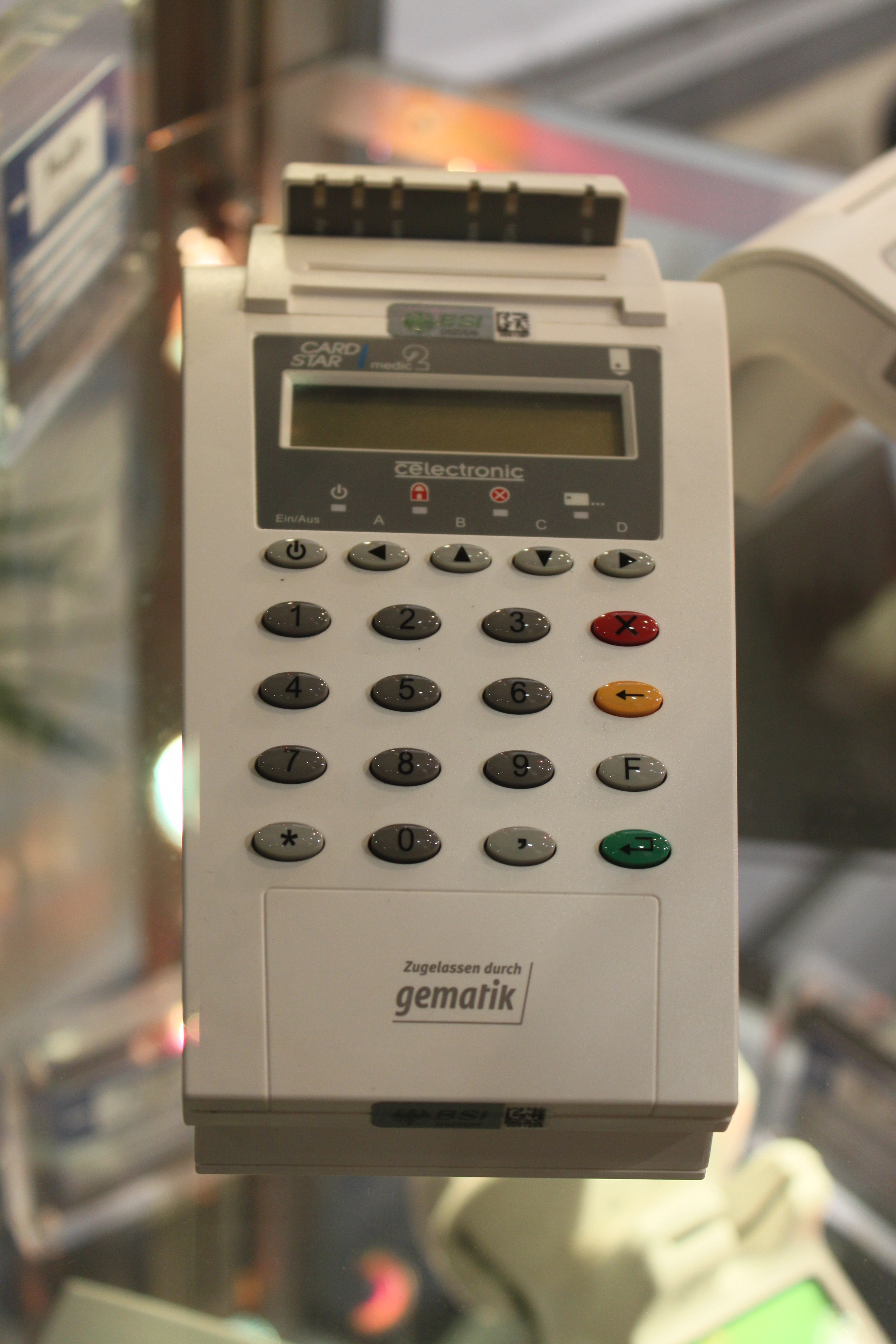
CardStar medic 2, celectronic
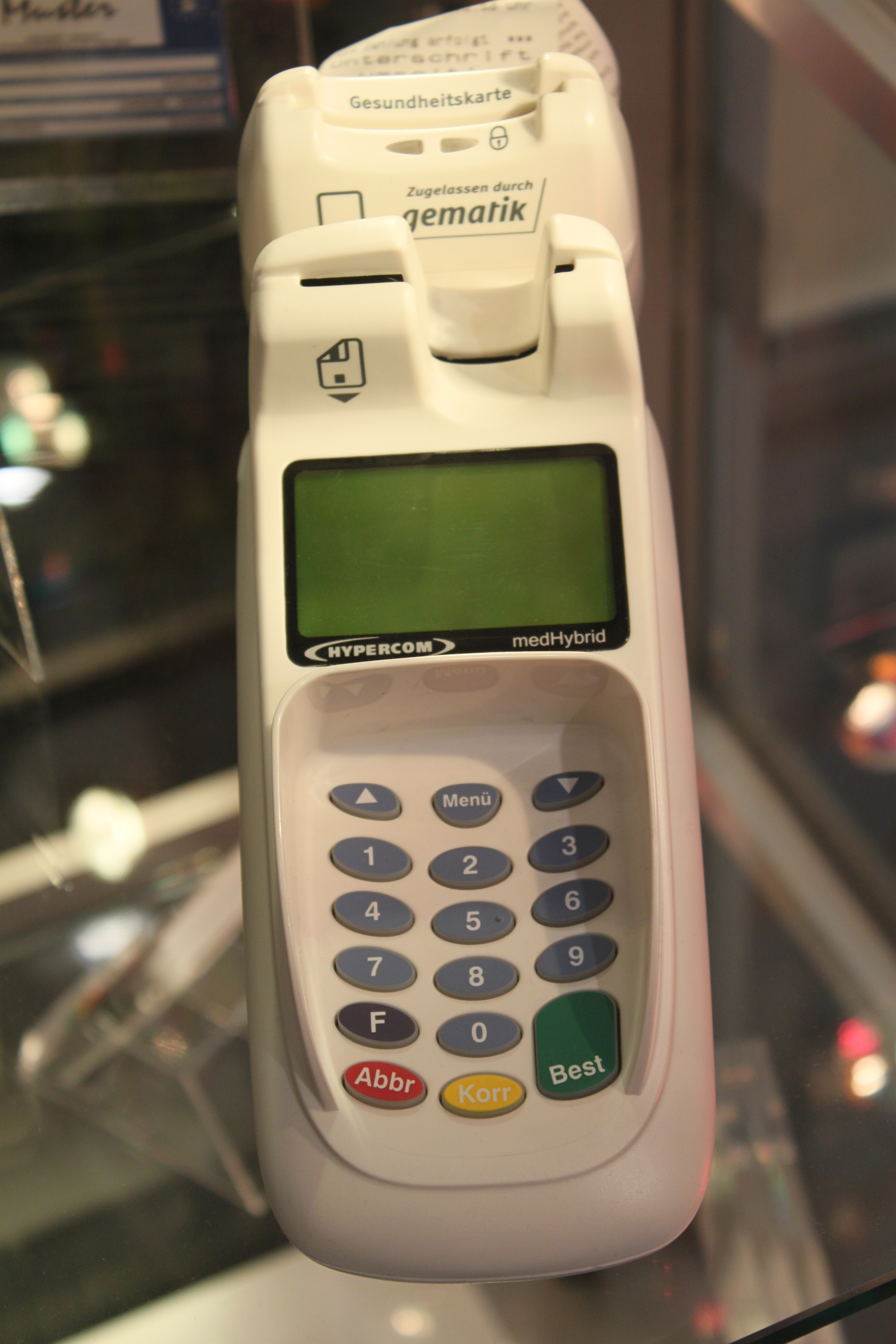
Hypercom medHybrid
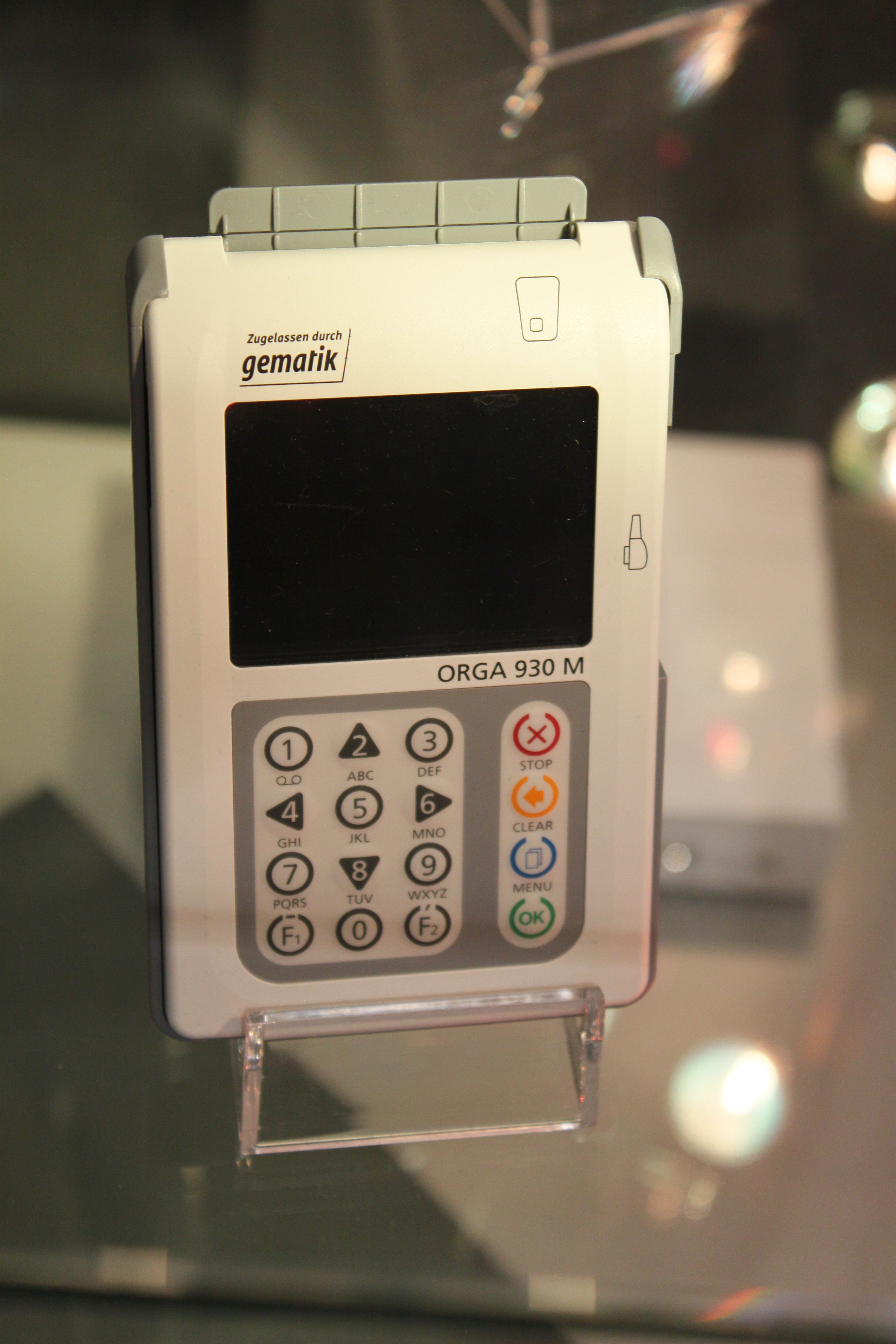
Orga 930 M

#### Weitere medizinische Daten
Während auf der KVK nur die oben genannten Daten gespeichert werden durften, muss die eGK geeignet sein, ärztliche Verordnungen (sogenanntes eRezept) und den Berechtigungsnachweis für EU-Ausländer (sogenannte Europäische Krankenversicherungskarte) zu speichern. Seit dem 1. Januar 2024 sind Ärzte in Deutschland verpflichtet, für verschreibungspflichtige Arzneimittel bei gesetzlich Versicherten E-Rezepte auszustellen.
Die Gesundheitskarte muss geeignet sein, freiwillige Anwendungen zu unterstützen, insbesondere das Erheben und Nutzen von
1. medizinischen Daten, soweit sie für die Notfallversorgung erforderlich sind (Notfallversorgungsdaten),
2. den elektronischen Arztbrief,
3. Daten zur Prüfung der Arzneimitteltherapiesicherheit (persönliche Arzneimittelrisiken und -unverträglichkeiten),
4. die elektronische Patientenakte,
5. weitere von Versicherten selbst oder für sie zur Verfügung gestellte Daten (Patientenfach), sowie
6. Daten über in Anspruch genommene Leistungen und deren vorläufige Kosten für die Versicherten.

Dabei können, weil der Speicherplatz – nicht nach den gesetzlichen Vorgaben, aber nach der geplanten technischen Umsetzung – auf der eGK begrenzt ist (32 kB), nur bis zu 8 eRezepte und die Notfalldaten auf der eGK selbst speicherbar sein. Die übrigen freiwilligen Anwendungen wie z. B. eine Patientenakte werden auf Servern der sog. Telematik-Infrastruktur abgelegt.
Die komplizierte Gliederung des Gesetzes ist durch differenzierende Regelungen zur Speicherung der Daten und zum Datenzugriff zu erklären. Während die Speicherung von Daten nach Abs. 3 nur nach vorheriger Einwilligung gegenüber Zugriffsberechtigten zulässig ist, dürfen die Daten nach Abs. 2 auch ohne vorherige Einwilligung des Versicherten gespeichert werden. Auch nach Abs. 2 gespeicherte ärztliche Verordnungen müssen jedoch nach § 291a Abs. 6 SGB V gelöscht werden.

## Sicherheitsmodelle
Bei vielen Identitätsausweisen für Patienten wird auf eine zentrale Verwaltung der Daten gesetzt. Das ist für die Identitätsfeststellung (Name, Geburtsdatum, Geburtsort, Wohnsitz usw.) notwendig, um Verwechslungen von datengleichen Personen zu verhindern. Eine zentrale Gesundheitsdatenspeicherung ist aus Verantwortungs- und Sicherheitsgründen umstritten (Verantwortung einer Stelle für alle Daten aller Betroffenen).
Dennoch müssen Patientendaten bei einer Überweisung in ein anderes Krankenhaus zuverlässig und sicher transferiert werden können. Ein Sicherheitsmodell, das dies realisieren kann, ist das BMA-Modell (British Medical Association), welches Regeln im Umgang mit Patientendaten definiert. Bei dem BMA-Modell handelt es sich um ein Sicherheitsmodell (eng. Policy) für klinische Informationssysteme. Das Modell wurde 1996 von Ross Anderson im Auftrag der British Medical Association ausgearbeitet.
Das Modell beschreibt sicherheitskritische Regeln, wie ein klinisches Informationssystem umgesetzt werden kann. Prinzipiell basiert es auf einer dezentralen Verwaltung der Zugriffsberechtigung (Authentisierung und Autorisierung) und führt Maßnahmen gegen Identitätsdiebstahl sowie Missbrauch durch interne Mitarbeiter ein. Weiterhin werden auch Regeln in Bezug auf die Verschlüsselung sowie Regeln für die Zugriffsberechtigung bei Transfer von Patientendaten (Überweisung) vorgegeben.
Der Zugriff auf Patientendaten wird durch den Patienten selbst und durch das medizinische Fachpersonal freigegeben. Dies bedeutet, dass kein Zugriff für technische Administratoren (IT-Mitarbeiter) vorgesehen ist. Für Notfälle (Bewusstlosigkeit) und Sonderfälle (defekte Karte) gibt es spezielle Kategorien von Daten (life@risk), welche für das medizinische Personal immer einsehbar sind. Um Identitätsdiebstahl zu verhindern, ist eine Benachrichtigung des Patienten vorgesehen, falls medizinisches Personal die Patientendaten über ihren Kompetenzbereich freigeben (Abteilung, Praxis, Spital). Somit kann der Patient im Falle eines Diebstahls reagieren.
Das Modell vereint Eigenschaften des Clark-Wilson-Modells, welches primär im Finanzsektor eingesetzt wird, mit dem Bell-LaPadula Sicherheitsmodell, welches primär im militärischen Bereich eingesetzt wird. Das BMA-Modell ist generell anwendbar auf Daten, die dem Datenschutz unterstehen. Der UEMO European Medical Organisation übernahm dieses Modell.
In Österreich war nach 2007 eine dezentrale Lösung in Diskussion:
„Faktum ist, dass ELGA keine zentrale Speicherung personenbezogener Gesundheitsdaten vorsieht, sondern die Dokumenten Registry lediglich Verweise auf die lokal bei den GDAs [Gesundheitsdiensteanbietern] gespeicherten Daten enthält. ELGA nimmt daher auch keine organisatorischen Eingriffe in die Dokumentation vor.“

### Datensicherheit
Es liegt bisher kein veröffentlichter Nachweis vor, dass die eGK die Anforderungen zum Stand der Technik nach den international gültigen (und vom BSI mitverfassten) Normen (ISO/IEC 15408) erfüllt. Am 25. November 2011 fand eine Präsentation des erfolgreichen österreichischen Konzepts in der Österreichischen Botschaft in Berlin statt, in Kooperation mit dem Bundesamt für Sicherheit in der Informationstechnik. Eine europäische Normung einer tauglichen Lösung oder eine Übernahme einer tauglichen Lösung in Deutschland steht aus. Deutschland ist als eines der letzten Länder auf eine durchgehende Lösung als Vorreiter für eine Normung nicht vorbereitet.

### Gesetzliche Grundlagen zum Datenschutz
Zum Datenschutz im Zusammenhang mit der eGK gelten vielfältige und komplizierte Regelungen. Es sind jedoch (Stand 2012) keinerlei Sanktionen bestimmt, die im Falle des Verstoßes gegen die Anforderungen greifen sollen. Zunächst wird für alle Daten auf die Regelungen des Bundesdatenschutzgesetzes zu mobilen personenbezogenen Speicher- und Verarbeitungsmedien verwiesen. Daraus ergeben sich
- ein Auskunftsrecht über den Inhalt der gespeicherten Daten und ihre Herkunft[G 14]
- ein Berichtigungsanspruch hinsichtlich falscher und ein Löschungsanspruch hinsichtlich unzulässig gespeicherter Daten[G 15]

jeweils gegenüber öffentlichen und nicht-öffentlichen Stellen.
Darüber hinaus schränkt § 291a Abs. 4 SGB V den Zugriff auf die Daten auf Zugriffsberechtigte ein. Auf die Daten nach Abs. 2 – insbesondere also ärztliche Verordnungen (eRezept) – dürfen außer dem Versicherten, der auch ein Zugriffsrecht hat, nur Ärzte, Zahnärzte, Apotheker, aber auch deren Gehilfen und sonstige Erbringer ärztlich verordneter Leistungen zugreifen; auf die Daten nach Abs. 3 außerdem Psychotherapeuten und auf die Notfalldaten nach Abs. 3 Satz 1 Nr. 1 in Notfällen auch Angehörige eines anderen Heilberufs.
Die Beschränkung des Zugriffs auf Zugriffsberechtigte muss durch technische Vorkehrungen abgesichert werden.
- Hinsichtlich der Daten nach Abs. 3 (außer den Notfalldaten) ist dabei eine doppelte Autorisierung durch den Versicherten (2008 war eine PIN geplant) und den Zugriffsberechtigten (also zum Beispiel Arzt) durch den elektronischen Heilberufsausweis vorgesehen, der über eine Möglichkeit zur sicheren Authentifizierung und über eine qualifizierte elektronische Signatur verfügen muss.
- Hinsichtlich der Notfallversorgungsdaten reicht der elektronische Heilberufsausweis,
- und hinsichtlich der Daten nach Abs. 2 Satz 1 Nr. 1 (eRezept) ein entsprechend gesicherter Berufsausweis oder ein vom Versicherten für den jeweiligen Zugriff autorisiertes geeignetes technisches Verfahren.

Weiter sind mindestens die letzten 50 Zugriffe für Zwecke der Datenschutzkontrolle zu protokollieren (§ 291a Abs. 6 SGB V). Eine Verwendung der Protokolldaten für andere Zwecke ist unzulässig. Die Protokolldaten sind durch geeignete Vorkehrungen gegen zweckfremde Verwendung und sonstigen Missbrauch zu schützen. Ziel dieser Protokollierung ist es, dass „es dem Versicherten und nur ihm erlaubt [wird], Zugriffe zu seinen Daten zu verfolgen und retrospektiv Verletzungen von Datenschutz und Datensicherheitsvorschriften feststellen zu können.“
Schließlich sind die Daten auf der eGK nach § 97 Abs. 2 Satz 2 StPO beschlagnahmefrei.

## Argumente für die elektronische Gesundheitskarte

### Informationelle Selbstbestimmung
Der Kritik bezüglich des Datenschutzes wird von Datenschutzbehörden entgegengehalten, dass die informationelle Selbstbestimmung der Patienten sowohl durch das geltende Recht als auch durch technische Maßnahmen wirksam geschützt werde. Die elektronische Gesundheitskarte sei geradezu als „Modellvorhaben“ anzusehen, das die Anforderungen des informationellen Selbstbestimmungsrechts vorbildlich umsetze.
Auch der Datenschutzbeauftragte des Landes Schleswig-Holstein Thilo Weichert entgegnete im Gesundheitsausschuss auf einen vom damaligen Staatssekretär im Gesundheitsministerium, Daniel Bahr (FDP), gestellten Antrag zum Moratorium für die elektronische Gesundheitskarte:
„Tatsächlich kann dieses Sicherheitsinstrumentarium als ausreichend zur Wahrung des Datenschutzes angesehen werden, ja sogar als vorbildlich. Besonders bestechend ist bei der Konzeption, dass die sensiblen Medizindaten verschlüsselt abgelegt werden und das Lesen dieser Daten technisch nur mit Hilfe eines auf der eGK befindlichen privaten Schlüssels möglich ist. […] Diese Konstruktion bedeutet, dass – technisch – die Verfügungshoheit über die Medizindaten tatsächlich beim Patienten liegt. Dieses Konzept ist durch die gesetzliche Regelung vorgegeben: Abgesehen von der Nutzung der eGK als Identifizierungskarte und zur Übermittlung von elektronischen Rezepten sollen sämtlichen Anwendungen bzw. Funktionalitäten für den Patienten freiwillig sein. D. h. der Patient soll – durch Bereitstellung der Karte und Eingabe der PIN – selbst entscheiden, wer seine Daten auf die Karte schreiben und wer sie lesen darf. […] Dies hat zur Folge, dass es zur Wahrung der Vertraulichkeit der Daten überhaupt nicht darauf ankommen darf und kann, ob diese auf einem zentralen oder auf vielen dezentralen Servern oder gar nur auf der Karte gespeichert werden. […] In jedem Fall ist die individuelle Autorisierung des Zugriffs durch den Betroffenen technisch zwingend. Also auch bei einer zentralen Datenablage wäre einer dritten Stelle jeweils nur die Entschlüsselung eines einzelnen Datensatzes, dessen Schlüssel verfügbar ist, möglich. Eine Kenntnisnahme aller Patientendaten ist nicht nur rechtlich verboten, sondern soll technisch auch unmöglich sein. Der Zugriff auf Anwendungen setzt regelmäßig die Autorisierung des Patienten unter Einsatz der eGK und des (Zahn-) Arztes über eine HPC voraus.“
Peter Schaar, der damalige Bundesbeauftragte für den Datenschutz, erkannte 2005 bei der elektronischen Gesundheitskarte keine grundsätzlichen datenschutzrechtliche Probleme. Er verwies darauf, dass grundsätzlich alle medizinischen Daten nur mit ausdrücklicher Einwilligung des Patienten gespeichert werden dürfen. Ohne Einwilligung dürfen lediglich die Daten gespeichert und weitergeben werden, die für das elektronische Rezept erforderlich sind. Das Zugriffskonzept sei technisch und rechtlich so ausgestaltet, dass das Patientengeheimnis auch gegenüber und zwischen Angehörigen der Heilberufe gewahrt bleibe. Auch würden die Grundsätze der Datensparsamkeit und Datenvermeidung eingehalten.
Der Jahresbericht (2008) des Berliner Datenschutzbeauftragten Alexander Dix argumentiert ebenfalls für die umfassende Einführung der Telematik-Infrastruktur und betont vor dem Hintergrund heutiger unsicherer Patientenakten: „Die Sicherheitskonzepte für die elektronische Gesundheitskarte und insbesondere die elektronische Patientenakte als deren Anwendung sollten als Maßstab für alle patientengeführten Gesundheitsakten im Internet herangezogen werden.“ 

## Kritik
Das härteste Argument gegen die bekannten Lösungen ist der ausstehende Nachweis der Tauglichkeit nach ISO/IEC 15408 zur Datensicherheit und zum Datenschutz bei der Übertragung gegenüber dem BSI als Bundesoberbehörde.
Der Verzicht auf eine taugliche Lösung bedeutet vermeidbare Betrugsgefahr durch Verwendung herkömmlicher Versichertenkarten ohne Foto und eine Gefährdung des Patienten durch Verwechslung seiner Identität. In der klinischen Routine löst die Elektronische Gesundheitskarte keinerlei Verwechslungsprobleme zwischen der Aufnahme und der Entlassung, da Lesegeräte für die Elektronische Gesundheitskarte innerhalb der Stationen nicht vorgesehen sind.
Die Einführung der eGK durch die gesetzlichen Krankenkassen war bis zum Jahresende 2011 in einer Pilotmenge gesetzlich vorgeschrieben. Die technische Qualifikation zur Verwendung der eGK ist bisher nicht abgeschlossen. In der Kritik sind die Begriffe Datensicherheit und Datenschutz zu trennen. Beide Merkmale müssen gesetzeskonform mit den Anforderungen des SGB V und SGB X und nach dem Stand der Technik (ISO/IEC 15408) erfüllt werden.

### Datenschutz
Datenschützer kritisieren seit langem den Umgang mit sensiblen Patientendaten in deutschen Arztpraxen und Kliniken sowie die heutige Art der Kommunikation zwischen den Ärzten: „Prüfungen von Datenschutzaufsichtsbehörden zeigen teilweise katastrophale Zustände: Patientenunterlagen liegen für Besucher einsehbar im Stations- oder Behandlungszimmer. In Patientenaktenarchiven gehen Menschen unkontrolliert ein und aus. EDV-Dienstleister können ungehindert auf Daten zugreifen und diese lesen, sogar manipulieren. Arztbriefe werden unverschlüsselt im Internet per E-Mail verschickt. In der Klinik findet keine Abschottung der sensiblen Informationen statt.“
Bereits seit Jahren werden umfangreiche Datensätze im Rahmen der Hausarztverträge, Disease-Management-Programme und Integrierte-Versorgung-Verträge an die Kassen namentlich übermittelt. Die Teilnahme an diesen Programmen ist für Kassenärzte freiwillig. Der neue Hausarztvertrag in Baden-Württemberg sieht vor, dass Patientendaten zentral gespeichert werden sollen. Die Bundesärztekammer hat Bedenken wegen der Sicherheit.
Seit Jahrzehnten übermitteln Vertragsärzte der gesetzlichen Krankenversicherung, Vertragspsychotherapeuten und Kinder- und Jugendlichenpsychotherapeuten alle Abrechnungsdaten ihrer Patienten inklusive Diagnosen und Verdachtsdiagnosen an die Kassenärztlichen Vereinigungen (KV). Heutzutage erfolgt dies fast ausschließlich im maschinenlesbaren KVDT-Format. Die Patienten werden über diesen Datentransfer in der Regel nicht informiert.
Die Daten der Privatpatienten werden in vielen Fällen ebenfalls elektronisch an Privatärztliche Verrechnungsstellen übermittelt, nicht selten ohne Zustimmung der Patienten. Die Privaten Krankenversicherungen wiederum speichern die Daten und Diagnosen ihrer Versicherten elektronisch.
Berufsgenossenschafts-(BG)-Ärzte melden inzwischen auch alle Daten und Diagnosen überwiegend elektronisch im DALE-UV-Verfahren. Die Übermittlung erfolgt in der Regel ohne explizite Zustimmung der Patienten. Die BGen speichern und verarbeiten diese Daten in ihren Computern.
Krankenhäuser und Reha-Einrichtungen sind verpflichtet, Abrechnungsdaten einschließlich der codierten Diagnosen und Therapien elektronisch an die Kostenträger zu übermitteln. Praktisch keine dieser Anwendungen ist zugriffsgeschützt durch den elektronischen Heilberufsausweis oder eine eGK mit PIN. Auch liegen die Daten auf den Computern mit den Namen der Patienten im Klartext und nicht – wie bei der eGK geplant – pseudonymisiert.
2013 urteilte das hessische Landessozialgericht gegen die Befürchtungen des Datenmissbrauchs. Ein Verstoß gegen datenschutzrechtliche Bestimmungen oder das informationelle Selbstbestimmungsrecht liege in Hinblick auf die Erhebung, Speicherung und Nutzung der sog. administrativen Daten nicht vor. Das Allgemeininteresse an der Funktionsfähigkeit des Sachleistungssystems der gesetzlichen Krankenversicherung überwiege die rechtliche Betroffenheit des Klägers. „Die elektronische Gesundheitskarte verfügt derzeit über keine weiteren Funktionen als die Krankenversichertenkarte.“ Auch die Online-Funktion der eGK für den Transport administrativer Daten zwischen Arzt und Krankenkasse zur Überprüfung der Gültigkeit und Aktualität seien im derzeitigen Stadium, in dem die datenschutz-gerechte Praxistauglichkeit erprobt werde, rechtlich unbedenklich.

### Datensicherheit
Im Unterschied zur bisherigen Krankenversicherungskarte, die „nur“ eine Speicher-Chipkarte war, ist die eGK eine Prozessor-Chipkarte, die erweiterte Möglichkeiten zum Beispiel durch Vorzeigen der digitalen Identität innerhalb der Telematikinfrastruktur eröffnet. Sie kann auch durch private Krankenversicherungen ausgegeben werden. Die eGK enthält teilweise die Daten, die bereits in der KVK enthalten waren.
Die Möglichkeit zur Speicherung weiterer Daten (Arzneimitteldokumentation) ist gegeben. Der Nachweis der Datensicherheit für diese weiteren Daten im Zusammenhang mit entsprechenden Anwendungen und weiteren Speicherungen ist nicht erbracht. Die Gematik als beauftragtes Unternehmen nennt auf ihrer Website lediglich Ergebnisse einer Studie aus 2008 ohne jede Verbindlichkeit. Darüber hinaus stellte man 2012 Mängel bei der Datensicherheit fest, weil nur Leerstellen anstelle einer PIN auf der Karte gespeichert waren.
Es gibt keine öffentliche Diskussion zur Datensicherheit der technischen Lösungen mit der eGK. Die Qualifikation der eGK nach ISO/IEC 15408 steht aus. Die Anwendung der eGK für andere Zwecke als der Identitätsfeststellung ist bis zur Beibringung einer hinreichenden Zertifizierung durch die gematik GmbH als Auftragnehmer der Bundesregierung ungesetzlich.

### Allgemeine Kritik
- Die technischen Anforderungen zur eGK wurden seit Zertifizierung des Vorschlags der gematik GmbH im Jahr 2008 bisher (Stand 2011) nicht überarbeitet und sind möglicherweise gegenüber dem aktuellen Stand der Technik veraltet. Eventuell müssen die Zertifikate aktualisiert werden, da die international gültige Norm ISO/IEC 15408 zur Nachweisführung ein Jahr jünger ist als die veröffentlichten Zertifikate.
- Der Zeichensatz ist ISO 8859-15 (Lateinisch-9). Im Gegensatz zu Unicode kann dieser veraltete Standard beispielsweise diverse europäische Buchstaben nicht wiedergeben (z. B. Ć und Ł).
- Die gesetzliche Konzeption greift dem Bedarf der Versicherungen und der Versicherten sowie der Dienstleister im Gesundheitswesen weit vor. Die bisher verwendete Krankenversichertenkarte erfüllt die grundlegenden Bedürfnisse im Verwaltungshandeln.
- Die über die Funktion der Krankenversichertenkarte hinaus vorgesehenen Funktionen zur Unterstützung der ärztlichen Tätigkeit sind bisher (Stand 2012) nicht im Konsens mit der Ärzteschaft verabschiedet.
- Die über die Funktion der Krankenversichertenkarte hinaus vorgesehenen Funktionen erfüllen keinen Bedarf für den Patienten in der stationären Pflege, da sie weder eine Funktion der Patientenrufanlage nach VDE 0834 noch eine andere Funktion der Identitätsfeststellung unter besonderen Anforderungen an die Hygiene besser erfüllen.
- Kritiker bezweifeln die Richtigkeit der Angaben zum erwarteten Nutzen der elektronischen Gesundheitskarte ebenso wie die Korrektheit der offiziellen Kostenschätzungen, auch was die zu erwartenden Einsparungen betrifft. Insbesondere die fehlende Kalkulation der Handhabungs- und Betriebskosten wird von der Ärzteseite angemahnt. Ein Szenario, in dem Patienten mit der Handhabung der Karte und Eingabe ihrer PIN für Vorgänge wie dem Schreiben von medizinischen Daten (Notfalldaten/Patientenakte) den Arbeitsablauf in einer Praxis nachhaltig verzögern, wird ebenso gefürchtet wie technische Schwierigkeiten bei der Zuverlässigkeit des Verbindungsaufbaus mit den Datenservern im Internet und der damit gefährdeten Verfügbarkeit wichtiger Daten der zu behandelnden Patienten. Zum Thema PIN-Eingabe bei der elektronischen Gesundheitskarte sagte Bundeskanzlerin Angela Merkel in ihrer Rede beim Zukunftskongress Gesundheitswirtschaft des Bundesgesundheitsministeriums: „Wer sich drei PIN-Nummern merken kann, schafft es vielleicht auch, sich noch eine vierte zu merken. Wenn es gar nicht geht, muss man sich diese Nummern – ich weiß, das soll man eigentlich nicht tun – irgendwo hinschreiben, wo sie keiner findet.“[65]
- Auch eine im ersten Moment so einfache und plausible Anwendung wie das elektronische Rezept offenbarte im „10.000er Feldtest“ Probleme, da unter anderem die eingesetzte Arztsoftware (deren Zulassung die Kassenärztliche Bundesvereinigung verantwortet) noch nicht den gestellten Anforderungen entsprach. Die gematik bemängelt im Zwischenbericht zum „10.000er Test“ (Stand 18. Juli 2008) ein „deutliches Delta“ im Support durch die Software-Hersteller.[66]
- Scharfe Kritik an der für den 1. Oktober 2009 geplanten Einführung der elektronischen Gesundheitskarte übte der Regierungsberater Jürgen Wasem. Gegenüber dem ARD-Magazin Monitor erklärte er, die Karte werde „primär aus politischen Gründen“ an den Start gehen. „Ökonomisch wird sie ein Minusgeschäft sein, das letztlich die Versicherten zahlen“, so Wasem, der einer der wichtigsten Berater von Ex-Bundesgesundheitsministerin Ulla Schmidt (SPD) ist. Wasem ist Vorsitzender des Bewertungsausschusses für ärztliche Leistungen und des „Wissenschaftlichen Beirats“ zum Risikostrukturausgleich. Da die Karte nicht alle Leistungen erbringe, solle auf den geplanten Start zunächst verzichtet werden, so Wasem.[67]

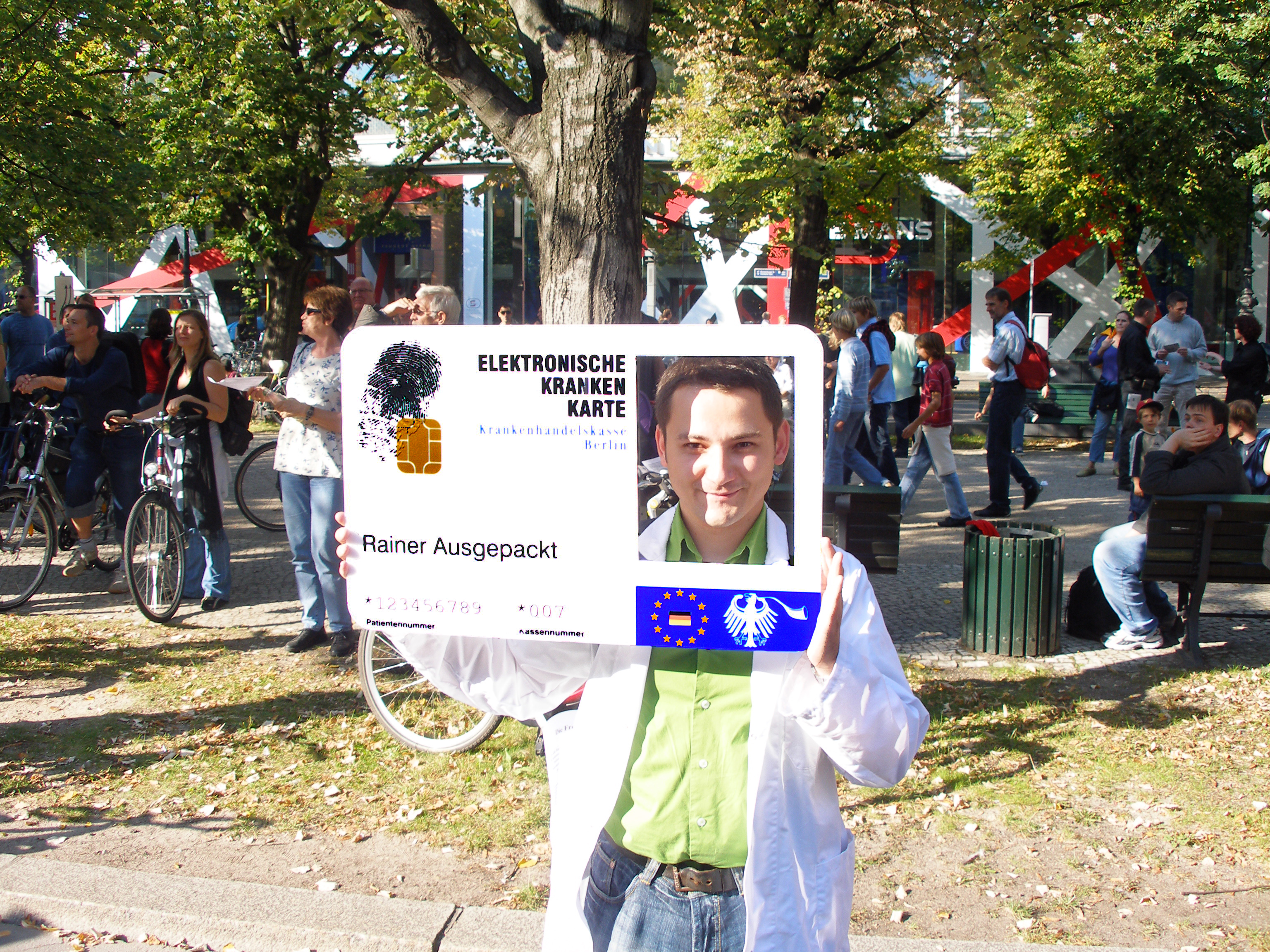
Darstellung des gläsernen Patienten auf der Demonstration Freiheit statt Angst

- Es bestehen auch grundsätzliche datenschutzrechtliche Bedenken bezüglich der Übermittlung und Speicherung von persönlichen Daten auf Servern der Telematikinfrastruktur.[68][69][70] Allerdings sprechen sich manche Datenschützer (siehe Argumente gegen Kritik am Datenschutz) dennoch für die Einführung der Gesundheitskarte aus, weil sie die heutige laxe Praxis beim Umgang mit Patientendaten beenden könne. So sagt zum Beispiel der Landesdatenschutzbeauftragte Thilo Weichert zum Sicherheitskonzept der elektronischen Gesundheitskarte: „Tatsächlich kann dieses Sicherheitsinstrumentarium als ausreichend zur Wahrung des Datenschutzes angesehen werden, ja sogar als vorbildlich.“[55]
- Einige Krankenkassen, Ärzteverbände und Politiker bezweifeln, dass der geplante Termin für die Einführung eingehalten werden kann. Sie befürchten ähnliche Schwierigkeiten wie bei der Einführung der LKW-Maut in Deutschland. Zudem befürchten Kritiker, dass die Karte das Recht der Bürger auf informationelle Selbstbestimmung verletzt. Hierzu gibt es bereits Stimmen von Politikern und Spitzenmanagern der Krankenkassen, die das Freiwilligkeitsprinzip der Datenspeicherung auf der Gesundheitskarte verlassen wollen. Ärzte und Datenschützer warnen vor der Gefahr des „gläsernen Arztes“ oder „gläsernen Patienten“. Nach Meinung des BMG soll der Patient „Herr seiner Daten“ sein und bleiben. Das setzt voraus, dass er in die Lage versetzt wird, die über ihn gespeicherten Daten einsehen zu können. Dafür ist im häuslichen Bereich ein spezielles Lesegerät notwendig; auch muss bei der gewünschten Serverlösung ein Weg eröffnet werden, dem Patienten Zugriff auf seine dort gespeicherten verschlüsselten Daten zu ermöglichen. In Arztpraxen und Apotheken sollen Kiosksysteme eingerichtet werden, über die Patienten auf ihre Daten zugreifen können. Inzwischen geht man in der Auslegung der bestehenden datenschutzrechtlichen Rechtslage so weit, dass künftig Patienten ihre Krankheitsdaten selbstständig löschen können und dürfen, was aber wiederum die zielgerichtete Behandlung durch den Arzt erheblich einschränken kann. Eine „geschönte“ oder unvollständige Patientenakte nutzt dem Arzt weniger und kann sogar, auch haftungsrechtlich, gefährlich sein, sofern sich der Arzt ausschließlich auf diese Daten verlässt. Es sind aber natürlich auch Szenarien denkbar, bei denen der behandelnde Arzt auch durch eine gegebenenfalls verkürzte Patientenakte in seiner Arbeit deutlich unterstützt werden würde (Vermeidung von Doppeluntersuchungen, Ausschlüsse in der Anamnese).
- Es gibt auch Kommentare, die in einer selbstständig geführten Patientenakte gerade in Zeiten geforderter Mobilität einen erheblichen persönlichen Nutzen – insbesondere für chronisch Kranke – sehen.[71]
- Aufgrund der erheblichen Unklarheiten, auch in der Finanzierung – die Kosten werden inzwischen auf 1,5 bis 5 Milliarden Euro geschätzt – und des Widerstandes diverser Lobbygruppen gegen die einzelnen Vorschläge der gematik, wird der Einführungstermin seit Jahren immer wieder verschoben. Einen der Hauptgründe für die schleppende Einführung sehen Experten in der Zusammensetzung der gematik aus je 50 Prozent Kassenvertreter und Leistungserbringer (u. a. Ärzte, Apotheker), da sie die Entscheidungsfindung selbst bezüglich kleiner technischer Details deutlich erschwere. „Die Gesellschaft für Telematik-Anwendungen der Gesundheitskarte, kurz gematik, musste im Laufe ihres fast fünfjährigen Bestehens reihenweise Projektvorgaben einkassieren. Verantwortlich dafür sind in erster Linie ihre Gesellschafter, die Verbände von Krankenkassen, Ärzten, Krankenhäusern und Apothekern – die Selbstverwaltung. Die Lobbygruppen machen die gematik nahezu beschlussunfähig, weil sie sich in zentralen Fragen nicht einigen.“[72] „Die Entscheidungsprozeduren der gemeinsamen Selbstverwaltung sind für ein solches Großprojekt zu schwerfällig, die gegenseitige Blockade wird allzu häufig belohnt“, sagt auch Susanne Mauersberg von der Bundesverbraucherzentrale.[72]
- Die Daten der Mitglieder können an die Krankenkassen übermittelt werden. Dadurch erhalten die Krankenkassen zum einen präzise Informationen über die stationäre Versorgung und die Diagnosen. Die Kassen können aber auch die ambulanten Verordnungsdaten, inklusive arztbezogener Daten und (Verdachts-)Diagnosen, von den KVen bekommen.[73]
- In den Testregionen wurde ein erheblicher Teil (zwischen 30 und 75 Prozent) der Versichertenkarten und auch der Heilberufskarten durch falsche Eingabe der initialen 6-stelligen PIN dauerhaft gesperrt. Die Kritik an der gesetzlichen Konzeption hält an (2011). Eine Aktualisierung früherer Planungen auf den Stand der Technik, beispielsweise nach ISO/IEC 15408, aktualisiert zum Datum der weiteren Einführung, liegt nicht vor.
- Der damalige Präsident der Freien Ärzteschaft, Martin Grauduszus, behauptete im September 2007, die Gesundheitskarte sei „der Schlüssel zu einer gigantischen Vernetzung des Gesundheitswesens über das Internet – mit zentraler Speicherung – auf Zentralservern – auch der intimsten Patientendaten, intimer Daten der Menschen, unserer Patienten.“ Gesundheits- und Krankheitsdaten würden der Obhut der Ärzte entzogen und verlören damit den Schutz durch die ärztliche Schweigepflicht. Damit schaffe die Gesundheitskarte den „gläsernen Patienten“.[74] Das Komitee für Grundrechte und Demokratie warnt vor einer „Verwertung der Daten zum Zweck der Kontrolle des Verhaltens von Ärzten und Patienten“. Die elektronische Gesundheitskarte sei als „gigantisches Überwachungsprojekt“ angelegt.[75]
- Kritik wird auch am obligatorischen Lichtbild auf der elektronischen Gesundheitskarte laut. Dieses soll eigentlich vor Missbrauch schützen. Da die Kassen jedoch nicht überprüfen, ob es sich beim Foto tatsächlich um den Versicherten handelt (etwa mithilfe des Personalausweises), bleibt diese Tür weiterhin offen.[76]

### Ungeklärte Verantwortung
Verschiedene Fragen zu Verantwortlichkeiten sind bisher ungeklärt:
- Wer ist verantwortlich für die Sicherheit der Daten?[77]
- Welche Entschädigung erhalten Patienten deren Gesundheitsdaten gehackt, geklaut oder missbraucht werden?
- Wer muss die Entschädigungen bezahlen?
- Wer wird strafrechtlich belangt, wenn Gesundheitsdaten gehackt, geklaut oder missbraucht werden?
- An wen muss man sich wenden, wenn Gesundheitsdaten abhandengekommen sind? Wie ist das genaue Entschädigungs-Verfahren?
- Wie hoch ist die Entschädigungssumme?
- Bei wem und über welche Schadenssumme sind die Verantwortlichen versichert?

## Kostenerwartungen
Für die mit der Einführung der elektronischen Gesundheitskarte verbundenen Kosten gibt es unterschiedliche Einschätzungen. Bei der Betrachtung der Kosten ist zu berücksichtigen, dass neben den Ausgaben für Karten und Lesegeräte weitere Investitionen erforderlich sind. So sind auch die Kosten für die technische Infrastruktur sowie für Anpassungen an Hard- und Software in Praxen und Krankenhäusern zu berücksichtigen. Weitere geplante Funktionen der elektronischen Gesundheitskarte können zusätzliche Kosten verursachen (beispielsweise Heilberufsausweis, Signaturdienste).
Bei der Vorstellung der Rahmenarchitektur auf der CEBIT 2004 ging die damalige Bundesgesundheitsministerin Ulla Schmidt noch von Einführungskosten in der Höhe von 700 Millionen Euro bis eine Milliarde Euro aus. Ärztevertreter und Krankenkassen einigten sich wenige Monate später auf Eckpunkte der Finanzierung. Für die Einführung der Gesundheitskarte veranschlagte man nun 1,6 Mrd. Euro. Die Kassen sollten den größten Teil übernehmen. Für Ärzte, Kliniken und Apotheker war eine Beteiligung in Höhe von 600 Millionen Euro vorgesehen.
Am 24. November 2006 veröffentlichte der Chaos Computer Club eine Kosten-Nutzen-Analyse von Booz Allen Hamilton (jetzt Booz & Company). Diese im Auftrag der gematik erstellte Analyse ergab, dass nicht nur die Einführung, sondern auch die weitere Nutzung der elektronischen Gesundheitskarte enorme Kosten verursachen wird. Die Analyse bezog sich auf einen Zeitraum von zehn Jahren. Der CCC schrieb dazu auf seiner Website: „In bester Tradition staatlicher Software-Großprojekte wird hier sehenden Auges ein weiteres extrem kostenträchtiges Prestigeprojekt angegangen, dessen Nutzen in keinem sinnvollen Verhältnis zu den Risiken und absehbaren Problemen steht. Eine erste Sichtung der Daten deutet auf eine massive Kostenexplosion bei der Einführung der Gesundheitskarte und ein weiteres Technologie-Desaster hin.“
In einer Studie aus dem Jahr 2009 veranschlagte Booz Allen Hamilton die Kosten der Einführung auf 2,8 bis 5,4 Milliarden Euro für einen Zeitraum von fünf Jahren.
Nach Recherchen des ARD-Magazins „Monitor“ im Juli 2009 geht die Entwicklungsfirma der elektronischen Gesundheitskarte bereits von einer Verdoppelung der ursprünglich geplanten Kosten aus. Im am ungünstigsten anzunehmenden Fall gehe man von einer vollständigen Funktionsfähigkeit erst in acht bis zehn Jahren aus, so der Pressesprecher der Firma gematik, Daniel Poeschkens, gegenüber Monitor. Die Gesamtkosten könnten dabei nach den internen Szenarien sogar auf 14,1 Milliarden Euro anwachsen.
Bis Mitte 2013 hat die elektronische Gesundheitskarte bereits 728 Millionen Euro gekostet.

## Gesundheitskarten-Projekte außerhalb Deutschlands
- In Österreich wurde 2005 flächendeckend für alle 8,4 Millionen Versicherten die e-card eingeführt.
- In der Schweiz wurde 2010 die einheitliche Versichertenkarte eingeführt, die einen ersten Schritt in Richtung Gesundheitskarte darstellt.
- In Frankreich wurde die erste Variante einer entsprechenden Karte 1998 eingeführt und 2007 durch die „Carte Vitale 2“ ersetzt.
- In Italien erfüllt die Bürgerkarte auch die Funktion einer elektronischen Gesundheitskarte.
- In Slowenien gibt es eine elektronische Gesundheitskarte bereits seit 2000.[84]
- In Tschechien wurde die 2003 von der Allgemeinen Krankenversicherung (VZP, vergleichbar mit AOK) eingeführte elektronische Patientenakte wegen der hohen Kosten und dem mangelnden Vertrauen der Versicherten bezüglich der Datensicherheit 2012 wieder aufgegeben.[85]
- In Taiwan wurde im Jahr 2003 flächendeckend für etwa 22 Millionen Versicherte eine elektronische Gesundheitskarte eingeführt.[86]

## Dokumentationsfilme
- Frontal21: Nutzlos und teuer – Die elektronische Gesundheitskarte. 21. Januar 2015

### Deutschland
- Informationen zur Gesundheitstelematik. Bundesärztekammer
- Die Gesundheitskarte – Die Digitalisierung des Gesundheitswesens. Chaosradio; Sendung auf Fritz vom 26. Juli 2006
- Der Beginn eines riesigen Daten-Monstrums. cio.de
- Erste Broschüre zur elektronischen Gesundheitskarte (Stand 2005) FIfF e. V.
- Zweite Broschüre zur elektronischen Gesundheitskarte (Stand 2010) FIfF e. V.
- Gematik: Gesellschaft für Telematikanwendungen der Gesundheitskarte mbH
- Übersicht über Heise-Meldungen zur elektronischen Gesundheitskarte
- Telematik-Arbeitsgemeinschaft der bundesdeutschen Kassenärztlichen Vereinigungen
- Aktion: Stoppt die e-card! Kritische Seite zur Elektronischen Gesundheitskarte

### Schweiz
- Konferenz und Fachmesse u. a. zum Thema: Gesundheitskarte Schweiz bald Schlusslicht in Europa? Am 25. und 26. Oktober 2005

## Gesetzliche Grundlagen
1. ↑  § 291 SGB V (aktuell geltende Fassung), nachfolgende Zitate basieren teilweise auf früheren Versionen des § 291 SGB V
2. ↑  § 291a SGB V (aktuell geltende Fassung), nachfolgende Zitate basieren teilweise auf früheren Versionen des § 291a SGB V
3. ↑  § 5 GesKVO
4. ↑  (§ 291a Abs. 2 Halbsatz 1 SGB V)
5. ↑  § 291 Abs. 2 SGB V
6. ↑  § 291 Abs. 2 Satz 2 SGB V
7. ↑  gemäß früherem § 291 Abs. 2 SGB V
8. ↑  Siehe § 291a Abs. 1 und Abs. 2 SGB V, die ausdrücklich auf § 291 Abs. 2 SGB V verweisen
9. ↑  gemäß der Richtlinie 95/46/EG in 00323/07/DEWP 131
10. ↑  01611/06/DE WP 126 der § 29 Datenschutzgruppe 2007
11. ↑  Daten nach § 291a Abs. 2 Satz 1 Halbsatz 2 SGB V
12. ↑  § 291a Abs. 3 Satz 3 und 4; Abs. 5 SGB V
13. ↑  § 6c BDSG
14. ↑  § 19 und § 34BDSG
15. ↑  § 20 und § 35 BDSG
16. ↑  § 291a Abs. 6 SGB V
17. ↑  gem. § 301 SGB V
18. ↑  § 291a Abs. 1a SGB V